# 本山茂宗
本山茂宗（1508年－1555年2月24日）是日本戰國時代的大名。土佐國本山鄉出身的豪族。

## 生平
在處於深山的土佐北部出身，向經濟豐饒的土佐中部侵攻並擴大勢力。把本城本山城讓予兒子茂辰，自己的根據地則移往朝倉城並親自經營。天文9年（1540年）期間，因為看到機會而越過荒倉山並向吾川郡弘崎進兵，並令當地的豪族土佐吉良氏滅亡（向吉良駿河守突襲）。更與土佐國的有力大名土佐一條氏戰鬥等，建立了本山氏最強盛的時期。非常厭惡長宗我部氏，稱其向室町幕府獻媚是「狐假虎威」（虎の威を借る野狐）（不過得到土佐一條家的仲介而與長宗我部氏結成姻親；此外，一說長宗我部國親出家是為了悼念茂宗死去）。
在弘治元年2月3日（1555年2月24日）死去，享年47歲。
死後，本山氏受長宗我部氏反擊（茂宗的死亡令本山氏的家運受到決定性的打撃，成為與長宗我部氏的平衡崩潰的主因）。

## 人物
- 武勇優秀，被評為「才器傑出，擁有興立之志，給予附近金銀衣食並得到支持，厚待眾人並相當親切，於是吸引許多人，向土佐、吾川兩郡發展，隨即攻滅當地領主，如果有乞降的人，就會赦免並收留他，在攻略兩郡之際，猛威並施」（其器傑出して、偏に興立の志ありければ、近辺の金銀衣食を与へて是を懐け、諸士に賄を厚くして親みをなし、遂に人数を催して、土佐・吾川両郡に発向して、随はざるをば攻亡し、降を乞ふをば、免して幕下になし、両郡く打摩け、猛威を振ふ事甚し）（『土佐物語』），發展出當時土佐七雄中最大的勢力。

## 外部連結
- 武家家伝＿本山氏 （页面存档备份，存于）